# 陳昌胤
陳昌胤，福建宁德人，明朝政治人物。同进士出身。

## 生平
陳昌胤為崇禎元年（1628年）戊辰科進士。同年接替陈四宾任上海县知县一职，崇禎三年（1630年）由熊经接任。